# Laboule
Laboule település Franciaországban, Ardèche megyében. Lakosainak száma 144 fő (2022. január 1.). Laboule Beaumont, Jaujac, Rocles, La Souche és Valgorge községekkel határos.

## Népesség
A település népességének változása:
| Lakosok száma | 127  | 111  | 108  | 138  | 145  | 138  | 137  | 145  | 145  | 144  |
|               | 1968 | 1982 | 1990 | 2006 | 2013 | 2015 | 2017 | 2019 | 2020 | 2022 |